# Ministerstwo Spraw Zagranicznych (1830–1831)
Ministerstwo Spraw Zagranicznych (1830–1831) – MSZ zostało powołane w czasie powstania listopadowego 3 lutego 1831, wcześniej dyplomacją powstańczą kierowała Sekcja interesów dyplomatycznych i organizacyjnych, od 2 stycznia 1831 Wydział Dyplomatyczny.

## Szefowie
- Adam Jerzy Czartoryski od 22 grudnia 1830 do 28 grudnia 1830 (kierownik sekcji)
- Gustaw Małachowski od 28 grudnia 1830 do 3 maja 1831 (radca Rady Najwyższej Narodowej do spraw dyplomatycznych, od 2 lutego 1831 zastępca ministra)
- Adam Jerzy Czartoryski od 3 maja 1831 do 17 maja 1831 (p.o., nieformalnie jako prezes rządu)
- Andrzej Horodyski od 17 maja 1831 do 15 sierpnia 1831 (zastępca ministra)
- Teodor Morawski od 20 sierpnia 1831 do 23 września 1831 (minister)